# Ronde van Frankrijk 1928
| Route van de Ronde van Frankrijk 1928 met start en finish in Parijs. |                      |               |
| Eindklassement                                                       |                      |               |
| Algemeen klassement                                                  | Nicolas Frantz       | 192u 48' 58"  |
| Tweede                                                               | André Leducq         | + 50' 07"     |
| Derde                                                                | Maurice De Waele     | + 56' 16"     |
| Vierde                                                               | Jan Mertens          | + 1h 10' 11"  |
| Vijfde                                                               | Julien Vervaecke     | + 1h 53' 32"  |
| Zesde                                                                | Antonin Magne        | + 2h 14' 02"  |
| Zevende                                                              | Victor Fontan        | + 5h 07' 47"  |
| Achtste                                                              | Marcel Bidot         | + 5h 18' 28"  |
| Negende                                                              | Marcel Huot          | + 5h 37' 33"  |
| Tiende                                                               | Pierre Magne         | + 5h 41' 20"  |
| Rode Lantaarn                                                        | Edouard Persin (41e) | + 26h 56' 19" |
| Ploegenklassement                                                    | Alcyon               | -             |
| Tweede                                                               | ?                    | -             |
| Derde                                                                | ?                    | -             |

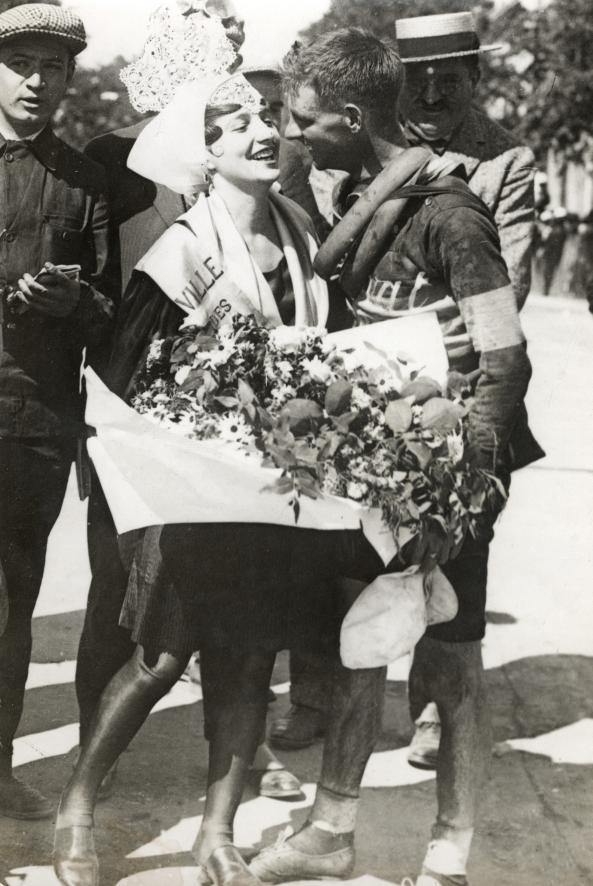
De Australiër Hubert Opperman ontvangt na de zesde etappe (Vannes-Les Sables d'Olonne, 204 km) bloemen en kussen van het mooiste meisje uit Sables, Frankrijk.

De 22e editie van de Ronde van Frankrijk ging van start op 17 juni 1928 in Parijs en eindigde op 15 juli eveneens in Parijs. Er stonden 86 renners verdeeld over 17 ploegen aan de start. Naast merkenploegen met 4 tot 10 renners per ploeg waren er regionale ploegen van 4 of 5 renners (Alsace-Lorraine, Champagne, Normandie, Haute-Bretagne, Sud-Est, Île-de-France, Nord, Midi, en Côte d'Azur). Voor de eerste maal nam een Engelstalige ploeg deel, de ploeg Ravat-Wonder-Dunlop bestaande uit de Australische renners Hubert Opperman, Perry Osborne, Ernest Bainbridge en de Nieuw-Zeelander Harry Watson. Opperman was de beste van het viertal; hij werd achttiende in de eindstand op meer dan acht en een half uur van de eindwinnaar. Daarnaast stonden er nog 76 individuelen (touristes-routiers) aan de start. In de ritten die als ploegentijdrit werden afgelegd, startten de regionale ploegen enerzijds en de touristes-routiers anderzijds in groep.
Al in de eerste etappe pakte de winnaar van het voorgaande jaar, Nicolas Frantz, de gele trui. Noch de vlakke etappes, die per ploeg werden gereden, noch de bergetappes leverden hem veel problemen op. In de 19e etappe echter brak hij zijn voor- en achtervork. Op de fiets van een toeschouwer (geen racefiets, maar een simpele damesfiets), en met behulp van zijn sterke Alcyonploeg, wist hij het verlies tot 28 minuten te beperken, waarmee hij de gele trui wist te behouden. Hij was de enige die een gehele Tour de gele trui droeg (Maurice Garin (1903), Ottavio Bottecchia (1924) en Romain Maes (1935) waren weliswaar ook van begin tot einde klassementsleider, maar Frantz was de enige die dat als winnaar van het voorgaande jaar deed).
- Aantal ritten: 22
- Totale afstand: 5376 km
- Gemiddelde snelheid: 28.400 km/u
- Aantal deelnemers: 162
- Aantal uitgevallen: 121

## Belgische en Nederlandse prestaties
In totaal namen er 26 Belgen en 0 Nederlanders deel aan de Tour van 1928.

### Belgische etappezeges
- Gaston Rebry won de 3e etappe van Cherbourg naar Dinan.
- Pé Verhaegen won de 4e etappe van Dinan naar Brest.
- Maurice De Waele won de 8e etappe van Bordeaux naar Hendaye en de 20e etappe van Charleville naar Malo-les-Bains.

### Nederlandse etappezeges
- In 1928 was er geen Nederlandse etappezege.

## Etappe-overzicht
In de 1e tot en met de 9e en de 16e tot en met de 21e etappe startten de ploegen afzonderlijk met 10 of 15 minuten tussen elke start. De touristes-routiers startten steeds het laatst. 
- 1e etappe Parijs - Caen (207 km): Nicolas Frantz (Lux)
- 2e etappe Caen - Cherbourg (140 km): André Leducq (Fra)
- 3e etappe Cherbourg - Dinan (199 km): Gaston Rebry (Bel)
- 4e etappe Dinan - Brest (206 km): Pé Verhaegen (Bel)
- 5e etappe Brest - Vannes (208 km): Marcel Bidot (Fra)
- 6e etappe Vannes - Les Sables d'Olonne (204 km): Nicolas Frantz (Lux)
- 7e etappe Les Sables d'Olonne - Bordeaux (285 km): Victor Fontan (Fra)
- 8e etappe Bordeaux - Hendaye (223 km): Maurice De Waele (Bel)
- 9e etappe Hendaye - Luchon (387 km): Victor Fontan (Fra)
- 10e etappe Luchon - Perpignan (323 km): André Leducq (Fra)
- 11e etappe Perpignan - Marseille (363 km): André Leducq (Fra)
- 12e etappe Marseille - Nice (330 km): Nicolas Frantz (Lux)
- 13e etappe Nice - Grenoble (333 km): Antonin Magne (Fra)
- 14e etappe Grenoble - Evian (329 km): Julien Moineau (Fra)
- 15e etappe Evian - Pontarlier (213 km): Pierre Magne (Fra)
- 16e etappe Pontarlier - Belfort (122 km): André Leducq (Fra)
- 17e etappe Belfort - Straatsburg (145 km): Joseph Mauclair (Fra)
- 18e etappe Straatsburg - Metz (165 km): Nicolas Frantz (Lux)
- 19e etappe Metz - Charleville (159 km): Marcel Huot (Fra)
- 20e etappe Charleville - Malo les Bains (271 km): Maurice De Waele (Bel)
- 21e etappe Malo les Bains - Dieppe (234 km): Antonin Magne (Fra)
- 22e etappe Dieppe - Parijs (331 km): Nicolas Frantz (Lux)

(De afstanden per etappe zijn die gepubliceerd in het organiserende blad L'Auto van 17 juni 1928)

 winnaars gele trui · 
 puntenklassement · 
 bergklassement · 
 jongerenklassement · 
 tussensprintklassement · 
 combinatieklassement · 
 ploegenklassement · 
 strijdlust · 
rode lantaarn
records · meeste deelnames · ranglijst etappewinnaars · bekende beklimmingen · valpartijen · dopinggevallen · Grand Départ · Souvenir Henri Desgrange
1903 · 
1904 · 
1905 · 
1906 · 
1907 · 
1908 · 
1909 · 
1910 · 
1911 · 
1912 · 
1913 · 
1914 ·
1915 ·
1916 ·
1917 ·
1918 · 
1919 · 
1920 · 
1921 · 
1922 · 
1923 · 
1924 · 
1925 · 
1926 · 
1927 · 
1928 · 
1929 · 
1930 · 
1931 · 
1932 · 
1933 · 
1934 · 
1935 · 
1936 · 
1937 · 
1938 · 
1939 · 
1940 ·
1941 ·
1942 ·
1943 ·
1944 ·
1945 ·
1946 ·
1947 · 
1948 · 
1949 · 
1950 · 
1951 · 
1952 · 
1953 · 
1954 · 
1955 · 
1956 · 
1957 · 
1958 · 
1959 · 
1960 · 
1961 · 
1962 · 
1963 · 
1964 · 
1965 · 
1966 · 
1967 · 
1968 · 
1969 · 
1970 · 
1971 · 
1972 · 
1973 · 
1974 · 
1975 · 
1976 · 
1977 · 
1978 · 
1979 · 
1980 · 
1981 · 
1982 · 
1983 · 
1984 · 
1985 · 
1986 · 
1987 · 
1988 · 
1989 · 
1990 · 
1991 · 
1992 · 
1993 · 
1994 · 
1995 · 
1996 · 
1997 · 
1998 · 
1999 · 
2000 · 
2001 · 
2002 · 
2003 · 
2004 · 
2005 · 
2006 · 
2007 · 
2008 · 
2009 · 
2010 · 
2011 · 
2012 · 
2013 · 
2014 · 
2015 · 
2016 · 
2017 · 
2018 · 
2019 ·
2020 · 
2021 · 
2022 · 
2023 · 
2024 · 
2025